# Sullas borgerkrig
Sullas borgerkrig blev udkæmpet mellem den romerske general Lucius Cornelius Sulla og hans modstandere, Cinna-Marius fraktionen (normalt kaldet marianerne eller cinnanerne efter deres tidligere ledere Gajus Marius og Lucius Cornelius Cinna), i årene 83-82 f.Kr. Krigen endte med et afgørende slag lige uden for Rom. Efter krigen gjorde den sejrrige Sulla sig selv til diktator for den Romerske Republik.